# Droga wojewódzka nr 325
Droga wojewódzka nr 325 (DW325) – droga wojewódzka o długości 26 km, łączącą Tarnów Jezierny (DW 318),  z (DW 321), w miejscowości Różanówka.
Droga położona jest w całości na terenie województwa lubuskiego w powiecie wschowskim i nowosolskim

## Miejscowości leżące przy trasie DW 325
- Tarnów Jezierny (DW 318),
- Borowiec
- Siedlisko (DW 321),
- Dębianka,
- Różanówka (DW 321).